# Savages (film 1974)
Savages è un film televisivo statunitense diretto da Lee H. Katzin e basato sul romanzo Deathwatch di Robb White. Fu interpretato da Andy Griffith e Sam Bottoms.
Laurence Turman fu "consulente creativo".

## Accoglienza
Il Los Angeles Times ha definito il film "avvincente, agghiacciante".